# 比利牛斯站
比利牛斯站（法語：Pyrénées）是巴黎地鐵的一個車站，位於巴黎十九區和巴黎二十區的交界處。比利牛斯站開業於1935年4月28日，是巴黎地鐵11號線的車站，站名來自於比利牛斯街。

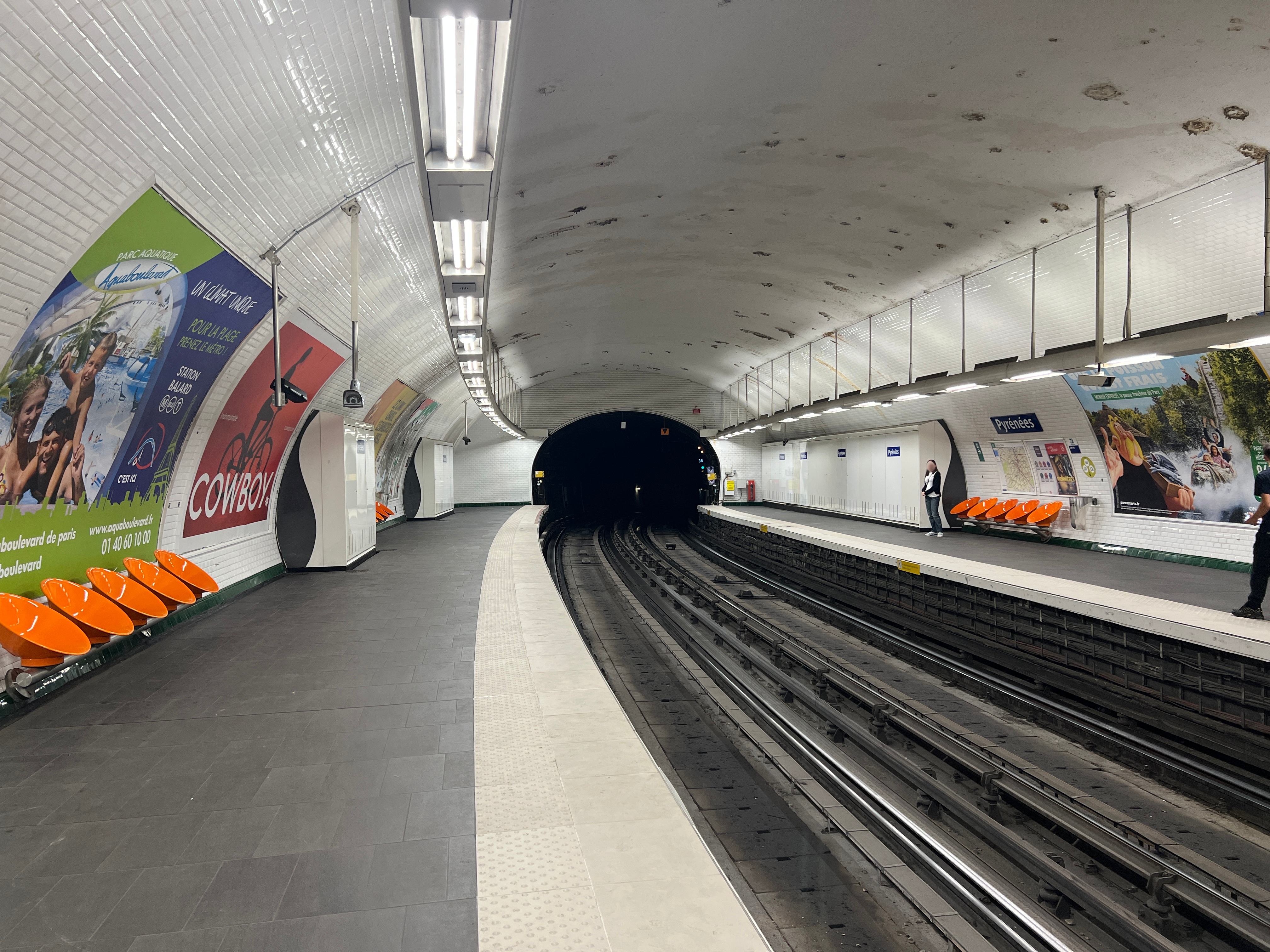
月台（2022年6月）

## 車站結構
| G  | 街道層             | 出入口             |
| B1 | 夾層               | 往出入口           |
| B2 | 側式月台，右側開門 | 側式月台，右側開門 |
| B2 | 南行               | 往夏特雷（美麗城） |
| B2 | 北行               | 往丁香鎮（儒爾丹） |
| B2 | 側式月台，右側開門 |                    |